# Porcellio hispanus
Porcellio hispanus är en kräftdjursart som beskrevs av Dollfus1892. Porcellio hispanus ingår i släktet Porcellio och familjen Porcellionidae. Inga underarter finns listade i Catalogue of Life.